# Mello (Death Note)
Pour les articles homonymes, voir Mello (homonymie).
Mihael Keehl, plus connu sous les alias de Mello et M, est un personnage principal du manga Death Note.